# San Antonio Missions National Historical Park
Le San Antonio Missions National Historical Park protège entre autres quatre des cinq missions espagnoles à San Antonio, au Texas. Ces missions ont été créés par des religieux catholiques pour répandre le christianisme parmi les indigènes locaux entre le XVIIe et XIXe siècles. Les missions sont reconnues comme faisant partie du patrimoine mondial de l'UNESCO depuis 1995. 
La cinquième mission, la Mission Alamo, est la plus connue mais non incluse dans le parc.
La liste des sites du parc inscrits au Registre national des lieux historiques est la suivante :
- mission Concepcion ;
- mission San Francisco de la Espada dont :
  - aqueduc d'Espada ;
- mission San José ;
- mission San Juan Capistrano ;
- rancho de las Cabras ;
- Ethel Wilson Harris House.

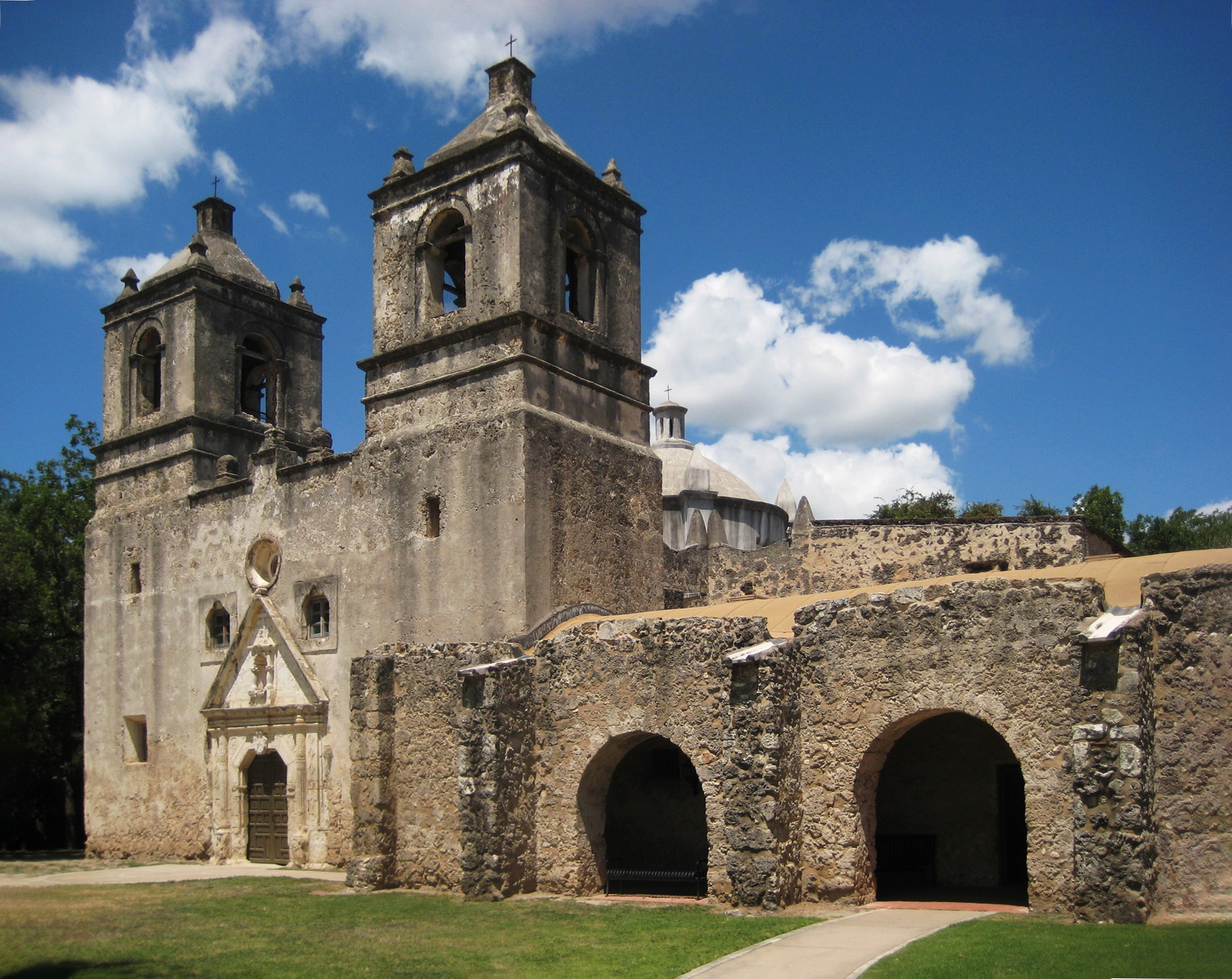
Mission Concepcion.
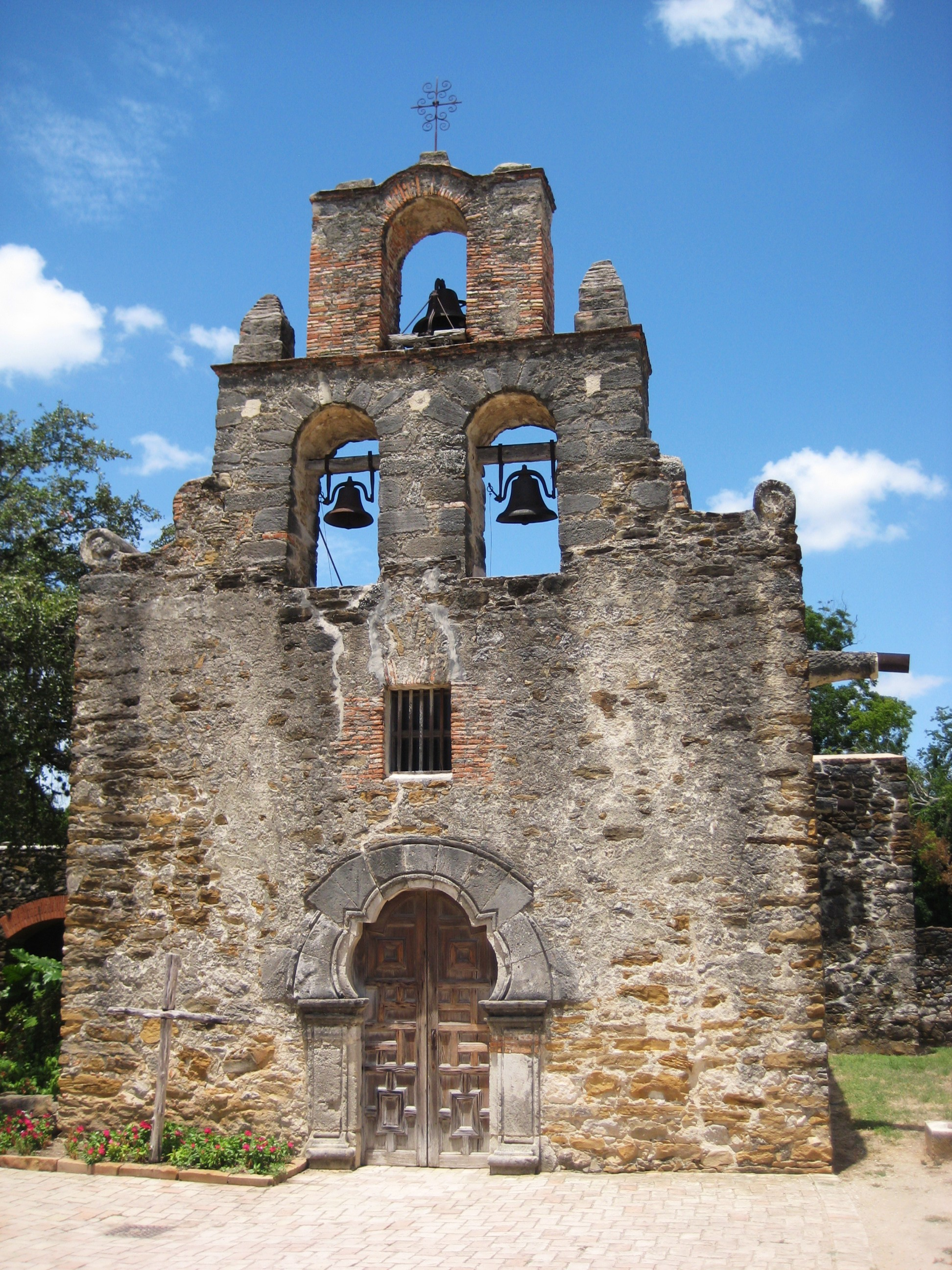
Mission San Francisco de la Espada.
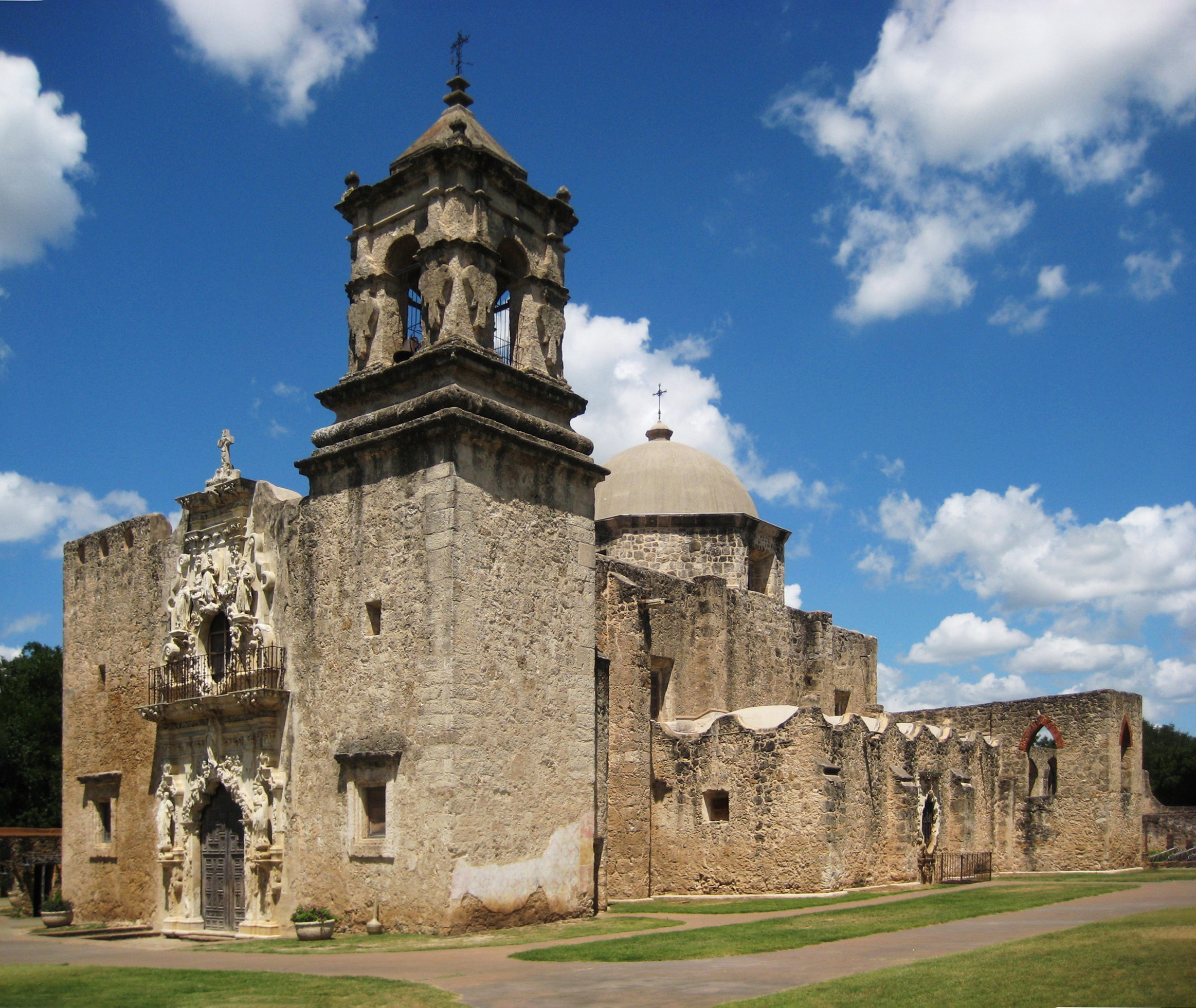
Mission San José.
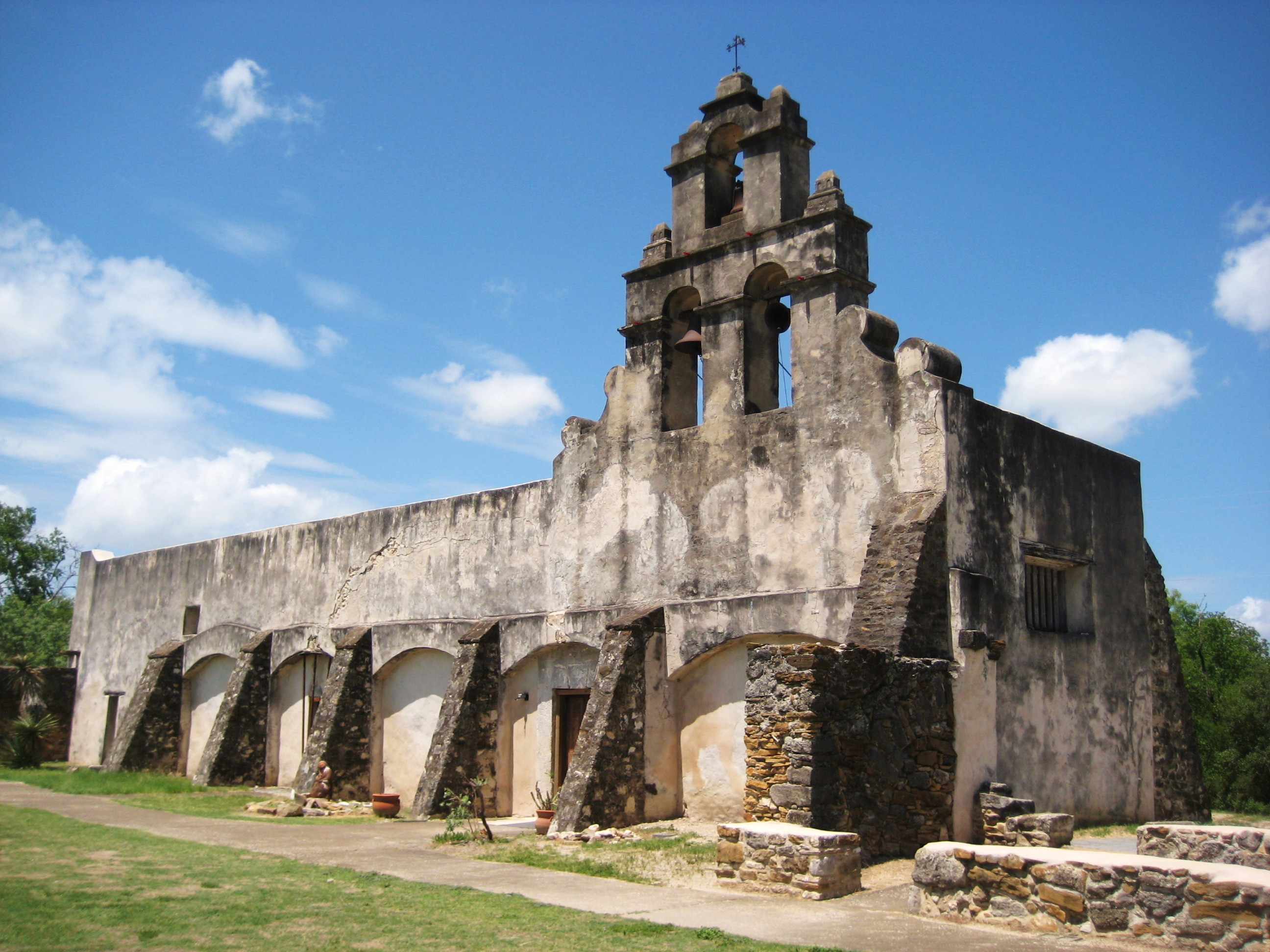
Mission San Juan Capistrano.